# Gerd Breuer
Gerd Breuer (* 13. Januar 1959 in Alsdorf, Städteregion Aachen) ist ein deutscher Jazz-Schlagzeuger, Komponist und Musikproduzent; er gilt als „international gefragter“ Latin-Perkussionist.

## Leben
Breuer begann im Alter von 14 Jahren autodidaktisch mit dem Schlagzeugspiel. Später folgte eine Ausbildung am Schlagwerk. Anfänglich interessiert er sich hauptsächlich für Rockmusik – später entdeckte er aber seine Liebe zur Jazzmusik und insbesondere auch zur lateinamerikanischen Musik. 1979 nahm er mit dem Gitarristen Jan Doveren die LP Point of Departure auf. Anfang der achtziger Jahre begleitete er mit der Fusiongruppe Brummkreisel Bill Ramsey.
Breuer ist im Zuge seines Schaffens auf über fünfzig LP- und CD-Produktionen zu hören, davon 17 Alben im Bereich des Jazz, etwa bei Monika Linges, Mikesch van Grümmer, Daniel Guggenheim/Hermeto Pascoal oder Stefan Heidtmann. In den 1980ern und 1990er Jahren tourte er mit vielen namhaften Jazzmusikern durch Europa, etwa mit Tony Scott, Lee Konitz, Sal Nistico, Hermeto Pascoal, Leroy Jones, Jiggs Whigham, Charlie Mariano, Tony Lakatos, Dennis Luxion, Ack van Rooyen, Wolfgang Engstfeld, Hugo Read, Andy Lumpp, Eugen Cicero, Gene Conners, Steve Houben, Jacques Pelzer, Michel Herr, Paul Grabowsky, Riccardo Del Fra oder Katie Webster. Er spielte auf internationalen Jazzfestivals, wie dem Frankfurter Jazzfestival, den Leverkusener Jazztagen, Gouvy Jazz-Festival, dem Jazz Festival Montreux, dem North Sea Jazz Festival, oder dem Nokia Jazzfestival Abu Dhabi.
Breuer ist Gründer des Jazz-Quartetts Klangfahrer (CDs Humanity, Colors of Trance). 2001 erschien seine erste Soloplatte „OG & The Forbidden Groove Species“, bei der er nicht nur als Drummer tätig war, sondern auch als Produzent und Komponist wirkte. 2007 folgte als zweite Soloproduktion „Temque Fazer“ mit dem brasilianischen Gitarristen und Sänger Dinho Alves. 2014 veröffentlichte er beim Label Timezone unter dem Namen OGroove das Album „Day Breaking“.